# Hsinchu
Hsinchu, oficialmente conhecida como Cidade de Hsinchu (chinês: 新竹市, Wade–Giles: Hsin1-chu2 Shih4), é uma cidade no norte Taiwan, popularmente apelidada de "Cidade do Vento" (chinês tradicional: 風城Wade–Giles: Feng1-ch'eng2) por conta do seu clima. Hsinchu é administrada como uma província de Taiwan. Sua população é de cerca de 430 mil habitantes.
O clima de Hsinchu é subtropical úmido (Koppen: Cfa). A cidade, localizada em uma parte da ilha Formosa, tem uma estação chuvosa que dura de fevereiro a setembro, com tempestades mais intensas do final de abril a agosto, durante a monção sudoeste, e também experimenta a meiyu entre maio e o início de junho. A cidade sucumbe ao clima úmido e quente de junho a setembro, enquanto entre outubro e dezembro é o período com as temperaturas mais agradáveis do ano. Hsinchu é afetada por ventos vindos do Mar da China Oriental. Perigos naturais como tufões e terremotos não são comuns na região.